# آهون خدمات همگانی

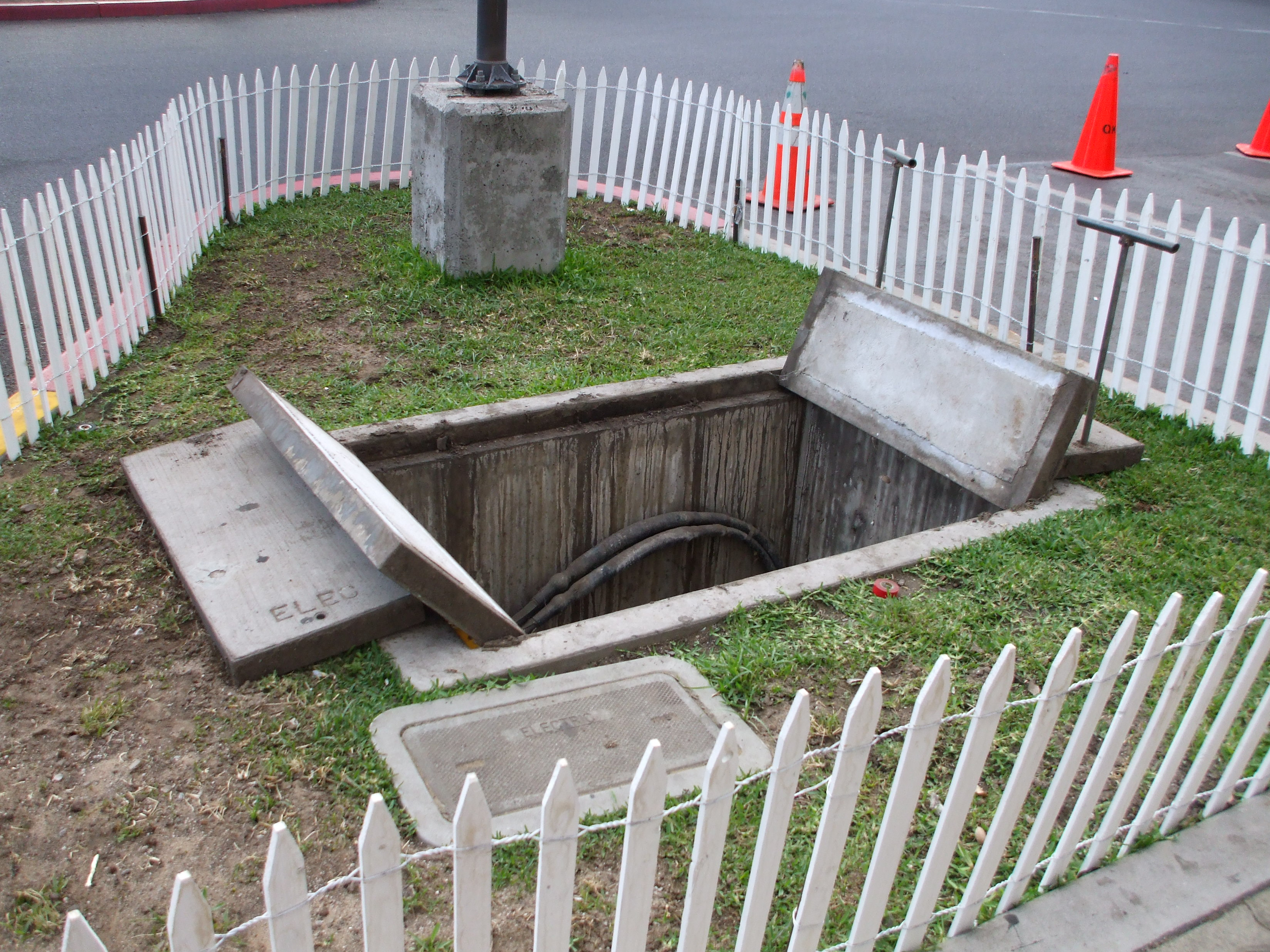
یک آهون خدمات همگانی باز "ELEC" روی درپوش نشان دهنده تجهیزات/سیم‌های الکتریکی است.

آهون خدمات‌همگانی (به انگلیسی: utility vault) یک اتاق زیرزمینی است که دسترسی به خدمات عمومی زیرزمینی مانند شیرهای لوله‌های آب یا گاز طبیعی یا تابلوبرق تجهیزات برقی یا مخابراتی را فراهم می‌کند. آهون اغلب مستقیماً از یک خیابان، پیاده‌رو یا سایر فضای بیرونی قابل دسترسی است، بنابراین از زیرزمین یک ساختمان متمایز است.
آهون‌های خدمات‌همگانی تأسیساتی معمولاً از چهارچوب بتن پیش‌ساخته، بتن ریزی یا آجر ساخته می‌شوند. موارد کوچک معمولاً از طریق یک آدم‌رو یا زنبورک در قسمت بالا وارد می‌شوند و توسط یک درپوش آدم‌رو (به انگلیسی: manhole cover) بسته می‌شوند. چنین آهون‌هایی به عنوان فضاهای بسته در نظر گرفته می‌شوند و ورود به آنها می‌تواند خطرناک باشد. آهون‌های خدمات‌همگانی بزرگ از نظر طراحی و محتوا شبیه به اتاق‌های موتورخانه (به انگلیسی: mechanical room) یا اتاق برق (به انگلیسی: electrical room) هستند.